# Newcastle (Oklahoma)
Newcastle è un comune degli Stati Uniti d'America, situato in Oklahoma, nella contea di McClain.